# Цинкування

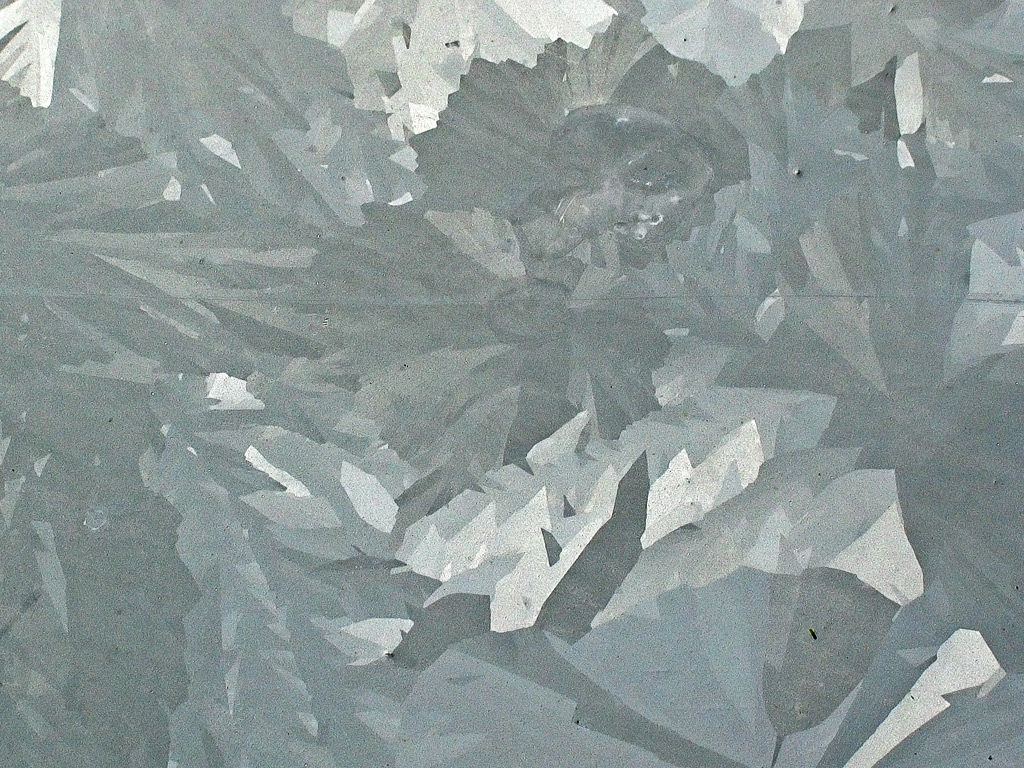
Оцинкована поверхня

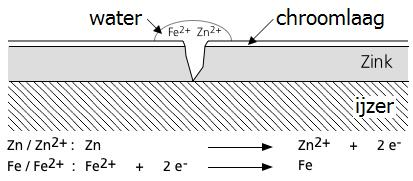

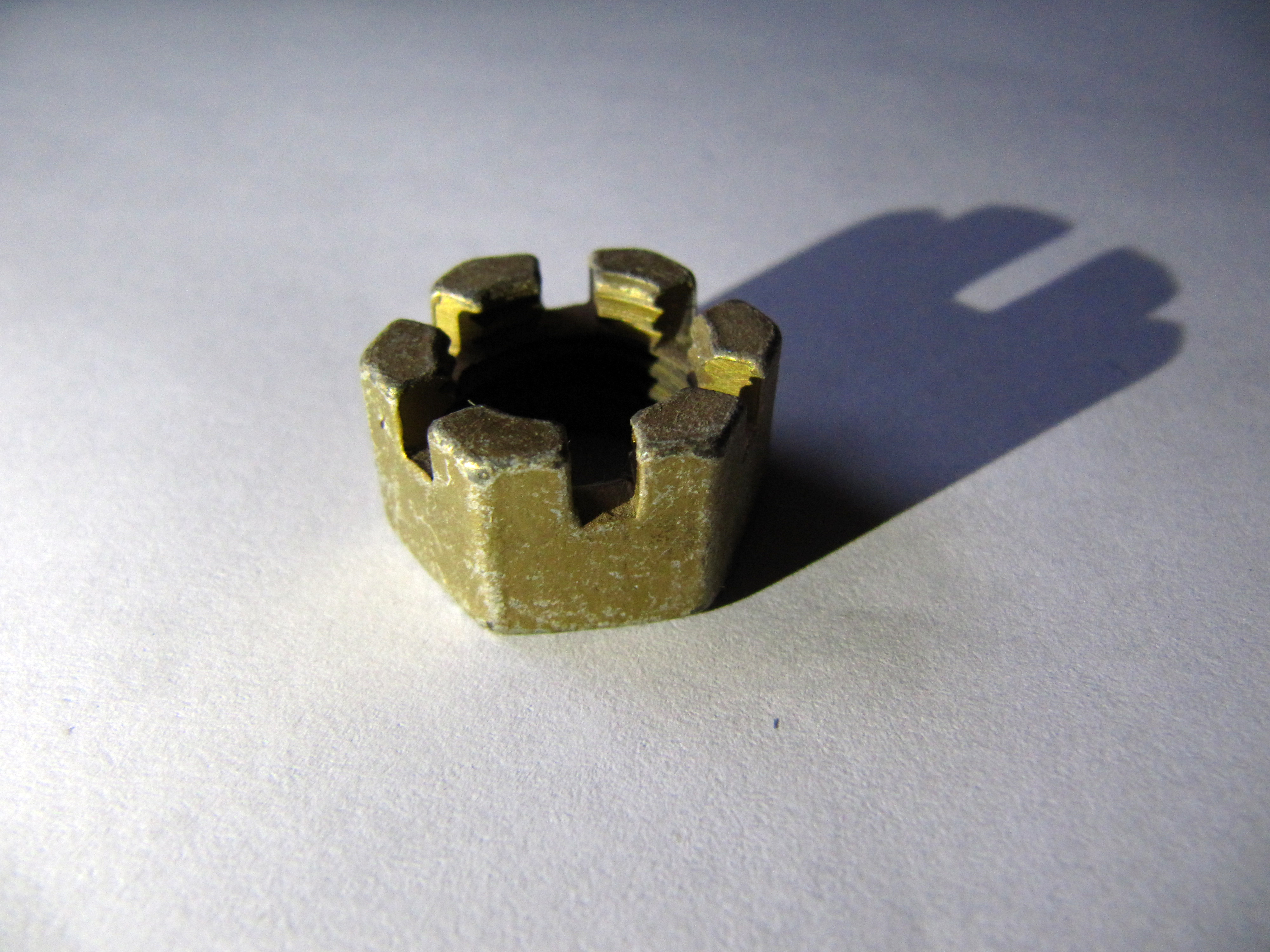
Гайка корончата М12-Ц-ОСТ1 33042-80. Різьба M12. Покриття - Ц6.хр. (цинкування з хроматним пасивуванням). На кутиках, де стерлося захисне покриття хроматного пасивування, видно основу з оцинкованої сталі 30ХГСА.

Цинкування — процес покриття виробів зі сталі та заліза (металів) для підвищення їх стійкості до корозії.
Метод захисту заснований на принципі, що цинк у складі покриття вступає в реакції корозії першим, а основний метал залишається «незайманим».
Товщина цинкового шару залежить від температури і тривалості процесу цинкування та коливається від 6 мкм (для гальванічного цинкування) до 1,5 мм.

## Способи цинкування
Існують різні способи створення цинкового покриття:
- гаряче цинкування (заглиблення виробів в розплав цинку при температурі 450–480 °C) характеризується найбільшими захисними властивостями металізації;
- електролітичне (гальванічне) цинкування (гальванічне покриття в кислих, сірчанокислих або лужних ціаністих ваннах);
- термодифузійне цинкування або шерардизації (насичення цинком нагрітих до 400–420 °C сталевих виробів в порошковому цинковому середовищі); — виріб покривається цинком з парів при високій температурі в захисній атмосфері водню.
- холодне цинкування — нанесення на підготовлену поверхню способами, що застосовуються для звичайних полімерних фарб, спеціального складу з вмістом цинкового порошку, в результаті чого утворюється покриття, що володіє властивостями, притаманні гарячеоцинкованим і полімерним покриттям.

Для підвищення механічної та корозійної стійкості цинкове покриття піддається хроматуванню (пасивуванню) — занурення оцинкованого виробу в розчини хромової кислоти або її солей. Хроматна плівка, що утворюється, являє собою сполуки хрому та цинку, захисні властивості якої практично не змінюються навіть при наявності на ній механічних ушкоджень (подряпин, рисок). Після хроматних пасивування покриття набуває жовтого або зеленувато-жовтого забарвлення з райдужним відтінком.

## Технологія гарячого цинкування
Технологічний процес складається з 6 етапів:
- обезжирення — на цьому етапі проводиться видалення з поверхні металовиробів і конструкцій жирових плям, консерваційних мастил і інших синтетичних нашарувань, які перешкоджають і сповільнюють процес травлення;
- травлення — є важливим етапом підготовки поверхні металовиробів для цинкування. При травленні відбувається видалення з поверхні деталей іржі, а також хімічна активація поверхні сталі (видалення окисної плівки) без пошкодження основної поверхні;
- промивка — під час промивки відбувається змивання продуктів травлення з поверхні виробів, що готують до цинкування;
- флюсування — кінцевий етап підготовки поверхні, який необхідний для нанесення на поверхню шару солей, що забезпечують оптимальну адгезію. Окрім цього шар флюсу виконує захисну функцію;
- сушка — в процесі сушіння відбувається висихання солей флюсу. Нагрівання виробів відбувається до 100 ºС;
- цинкування — процес утворення цинкового покриття внаслідок реакції між залізом і розплавом цинку, в результаті занурення підготовленого виробу в розплав.

Кожен із зазначених процесів відбувається у спеціальних ваннах. 